# Notarius lentiginosus
Notarius lentiginosus är en fiskart som först beskrevs av Eigenmann och Eigenmann, 1888.  Notarius lentiginosus ingår i släktet Notarius och familjen Ariidae. IUCN kategoriserar arten globalt som otillräckligt studerad. Inga underarter finns listade i Catalogue of Life.